# Sentiido
Sentiido es un medio de comunicación digital que nace en 2011 y que tiene el objetivo de hacer cubrimiento periodístico y análisis con enfoque de género en Colombia. La iniciativa periodística surgió como alternativa al tratamiento que de estos temas realizaban los medios tradicionales y de gran alcance en el país.

## Historia
Antes de formalizarse como medio de comunicación y organización sin ánimo de lucro en 2012, Sentiido fue un blog llamado Sentido Contrario que se dedicaba a recoger en columnas de opinión sucesos, aspectos y personajes que se proponían ampliar las perspectivas sobre las diversidades sexuales en el país y en el exterior.La idea nació como un proyecto de grado de maestría de una de sus creadoras. 
Desde sus comienzos, la apuesta periodística de Sentiido se desligó de estereotipos asociados a las diversidades sexuales.  Sus creadoras propusieron desvincularse de descriptores comunes como “comunidad LGBT”, el adjetivo “Rosa” o el símbolo del arcoiris que, desde su perspectiva, homogenizaban a las diversidades.

### Cubrimientos destacados
En sus inicios, analizaron cómo las emisoras juveniles contribuían a la discriminación. Por ejemplo, analizaron una polémica desatada alrededor de la emisora Los 40 principales, por una campaña de radio en la que invitaba a reportar a las personas que tuvieran orientación sexual diversa. Además, explicaron los efectos del matoneo escolar causado por la homofobia.
A medida que ha pasado el tiempo, el medio ha cubierto temas de interés público como:
- Plantones a favor del matrimonio igualitario en plazas públicas del país

- Temas asociados a la Ley de Identidad de Género y el Decreto Trans en Colombia
- Temas asociados a la adopción igualitaria, como el referendo contra esta que promovía Viviane Morales
- La ola de desinformación por la “Ideología de género” desatada durante la campaña del plebiscito sobre los acuerdos de paz en Colombia de 2016[3]

#### Informe sobre violencia de género digital en América Latina
En 2020, con el respaldo de la Unesco, a través de la minería y el análisis de datos, Sentido realizó un estudio para analizar y comparar los perfiles de varias periodistas en X. Esta investigación estableció que tanto hombres como mujeres son objeto de violencia digital en tanto que expresan públicamente sus opiniones sobre temas políticos o de coyuntura. Sin embargo, el tipo de violencia de la que son objeto las mujeres tiene que ver directamente con su condición de mujeres.